# إعادة بناء الأنوثة
إعادة بناء الأنوثة: بزوغ الروائية الأمريكية الأفريقية هو كتاب للكاتبة هازيل كاربي لشهادة الدكتوراة سنة 1984 من جامعة برمنغهام، أصبحت فرضيتها أساسًا لكتابها (إعادة بناء الأنوثة: بزوغ الروائية الأمريكية الأفريقية)
نُشر الكتاب سنة 1987، وكانت الفرضية متمحورة حول قصص نساءٍ عن الاستعباد. إعادة بناء الأنوثة هو كتاب رائد أعاد تعريف الأدب الأمريكي الأفريقي عبر تحليل كتابات النساء السُّود في القرن التاسع عشر وبدايات القرن العشرين، وكذلك عبر دراسة التصويرات الاجتماعية والسياسية والتاريخية التي احتوتها تلك الأعمال.

## اهداف الكتاب
كتبت كاربي الكتاب مع الأخذ بأربع أهداف في الاعتبار:
- دراسة كيف تَعامَل الخُطباء والكاتبات السُّود مع الممارسات الإقصائية للمُثُل المنزلية والأدبية للأنوثة في القرن التاسع عشر الأبيض؛ وكيف أن المثقفات السّود تحوّلوا وأعادوا بناء تلك المذاهب لينتجوا تعاريفهم الخاصة للأنوثة الحقيقية.
- -الكشف عن النقص الواضح لقلة التحالفات السياسية بين النساء البِيْض والسُّود خلال القرن التاسع عشر. وجادلت كاربي في موضوع حركة النّسويّة المعاصرة والانتقاد الأدبي، قائلةً أن النساء البِيْض كانوا يميلون أكثر إلى إظهار الولاء لِعِرْقٍ بدلًا من جنس عبر أن يُحالفوا أنفسهم مع نظام سيادة الأب (patriarchy) الخاص بالرجال البِيض المسيطرين بدلًا من أن يحالفوا أنفسهم مع النساء السُّود.
- -لتحديد المشاركات المجتمعية للنساء السُّود في أواخر القرن التاسع عشر وبدايات القرن العشرين خلال فترة النشاط الفكري المرتفع والإنتاجية التي بدأت "عصر نهضة النساء السُّود."
- -ليكون الكتاب تاريخًا أدبيًا يؤرّخ بزوغ الروائيات السُّود والسياقات التاريخية التي كتبن خلالها